# Стоу (Пенсільванія)
Стоу (англ. Stowe) — переписна місцевість (CDP) в США, в окрузі Монтгомері штату Пенсільванія. Населення — 3595 осіб (2020).

## Географія
Стоу розташований за координатами 40°15′3″ пн. ш. 75°40′55″ зх. д. / 40.25083° пн. ш. 75.68194° зх. д. (40.250934, -75.681941).  За даними Бюро перепису населення США в 2010 році переписна місцевість мала площу 3,75 км², з яких 3,68 км² — суходіл та 0,08 км² — водойми.

## Демографія
Згідно з переписом 2010 року, у переписній місцевості мешкало 3695 осіб у 1452 домогосподарствах у складі 968 родин. Густота населення становила 985 осіб/км².  Було 1532 помешкання (408/км²).
Расовий склад населення:
| - 85,4 % — білих - 9,7 % — чорних або афроамериканців - 0,6 % — азіатів - 0,3 % — корінних американців |

До двох чи більше рас належало 3,1 %. Частка іспаномовних становила 3,3 % від усіх жителів.
За віковим діапазоном населення розподілялося таким чином: 24,8 % — особи молодші 18 років, 63,5 % — особи у віці 18—64 років, 11,7 % — особи у віці 65 років та старші. Медіана віку мешканця становила 37,3 року. На 100 осіб жіночої статі у переписній місцевості припадало 94,6 чоловіків;  на 100 жінок у віці від 18 років та старших — 91,6 чоловіків також старших 18 років.
Середній дохід на одне домашнє господарство  становив 58 164 долари США (медіана — 49 954), а середній дохід на одну сім'ю — 66 879 доларів (медіана — 60 313). Медіана доходів становила 45 104 долари для чоловіків та 36 097 доларів для жінок. За межею бідності перебувало 15,2 % осіб, у тому числі 19,4 % дітей у віці до 18 років та 8,8 % осіб у віці 65 років та старших.
Цивільне працевлаштоване населення становило 1845 осіб. Основні галузі зайнятості: виробництво — 21,6 %, освіта, охорона здоров'я та соціальна допомога — 20,4 %, роздрібна торгівля — 14,8 %.